# Donetsk
Donetsk (ukrainska: Донецьк uttal (fil); ryska: Доне́цк) är en stad i östra Ukraina med 982 000 invånare (2010), belägen vid floden Kalmius. Den är huvudort i Donetsk oblast och centrum i Donetsbäckenet, som är ett viktigt kol- och järnmalmsområde. Staden är sammanväxt med Makijivka i öster. I Donetsk finns järn-, stål- och kemisk och teknisk industri.
Staden grundades 1869 av den brittiske affärsmannen John Hughes (uttalas ung. [ˈjuːz]), som anlade ett stålverk och etablerade kolgruvsbrytning i området. Den nyanlagda staden fick efter honom Juzovka. 1924 ändrades stadens namn till Stalino, och 1961 gavs den det nuvarande namnet Donetsk. Knappt hälften av stadens befolkning räknar sig som etniska ryssar, och en lika stor del betecknar sig som etniska ukrainare. Det ryska språket är modersmål för tre fjärdedelar av stadens invånare.

## Historik

### Bakgrund
Staden grundades 1869 av den brittiske (walesiske) affärsmannen John Hughes, som byggde ett stålverk och anlade flera kolgruvor på orten. Staden gick då under namnet Juzovka (ryska: Юзовка, ukrainska: Юзівка, Juzivka; Juz av Hughes). I början av 1900-talet hade staden cirka 50 000 invånare – mestadels invandrare från närliggande ryska/ryskspråkiga områden. Den fick stadsrättigheter 1917.

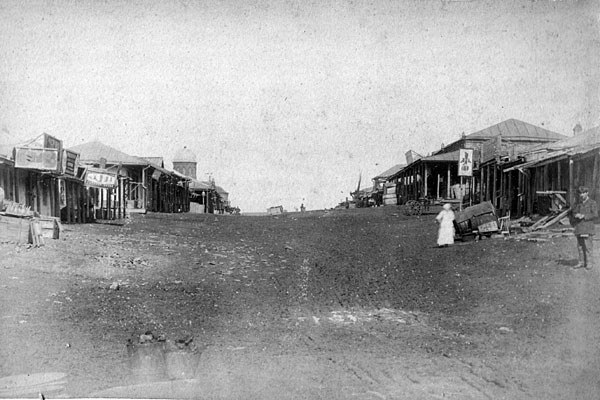
En marknad vid huvudgatan i Juzovskas Novyj Svet-distrikt (1887).

När ryska inbördeskriget bröt ut blev Juzovka 12 februari 1918 del av den nybildade Sovjetrepubliken Donetsk-Krivoj Rog. Republiken upplöstes 20 mars 1918, då den andra Allukrainska rådskongressen i dess ställe utropade den självständiga Sovjetrepubliken Ukraina. Denna lyckades dock inte bli erkänd – vare sig internationellt eller av Ryska SFSR (1922 statsbildare i Sovjetunionen); vid freden i Brest-Litovsk upplöstes även denna, till förmån för Ukrainska SSR.

### Den sovjetiska tiden
1924 bytte staden namn till Stalino (både som en referens till Stalin och efter ryskans ord för stål – 'stal' (сталь)). 
1933 blev staden administrativt center i Stalino oblast. 1931 byggdes stadens första rörsystem för dricksvatten, 1933 det första avloppssystemet och 1934 det första gasnätverket.

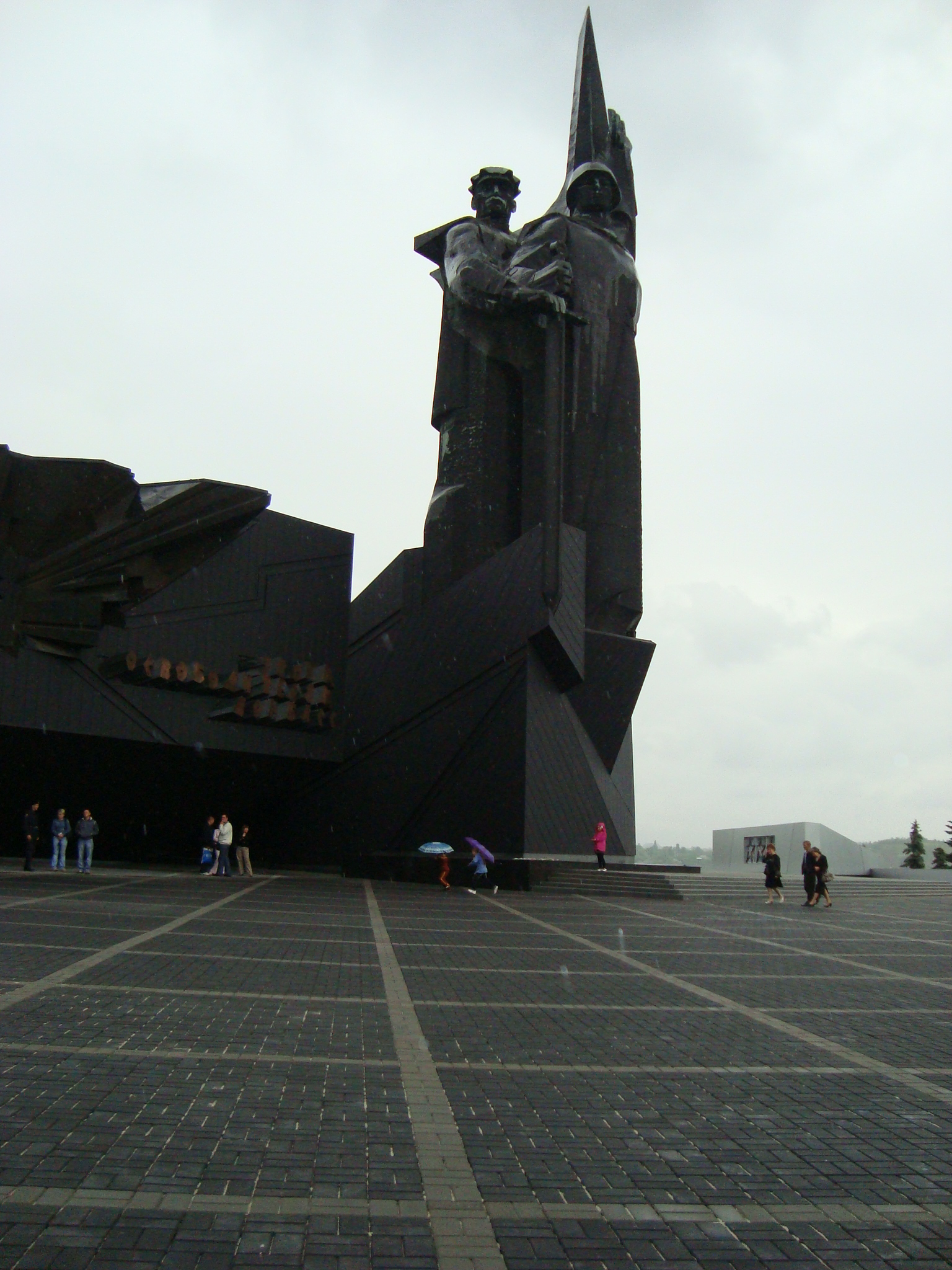
Ett monument för Donbass' befriare, tillägnat soldaterna som befriade regionen från nazisterna under andra världskriget.

I början av andra världskriget hade Stalinos befolkning vuxit till drygt en halv miljon, varav endast 175 000 återstod vid krigsslutet 1945. Den tyska invasionen och krigföringen under krigsåren mer eller mindre raserade staden, som stod under tysk ockupation mellan 16 oktober 1941 och 5 september 1943. I det lokala koncentrationslägret dödades/dog under kriget 92 000 personer. Efter kriget återuppbyggdes Stalino i stor skala. I återuppbyggnaden användes internerade "arbetare" från tysktalande områden i sydöstra Europa, varav många avled av sjukdomar och undernäring.
1961 – under "avstaliniseringen" – gavs staden det nuvarande namnet, efter floden Donets (en högerbiflod till Don). 1965 etablerades Donetsk vetenskapsakademi, som en del av Ukrainas nationella vetenskapsakademi.

### Efter Sovjetunionen
Under 1990-talet var Donetsk centrum för strider mellan kriminella ligor, över kontrollen över olika industriföretag i regionen. Därefter har staden sett en snabb modernisering, till stor del tack vare ett antal storföretag (se vidare Ukrainas ekonomi#Koncentrerat ägande).

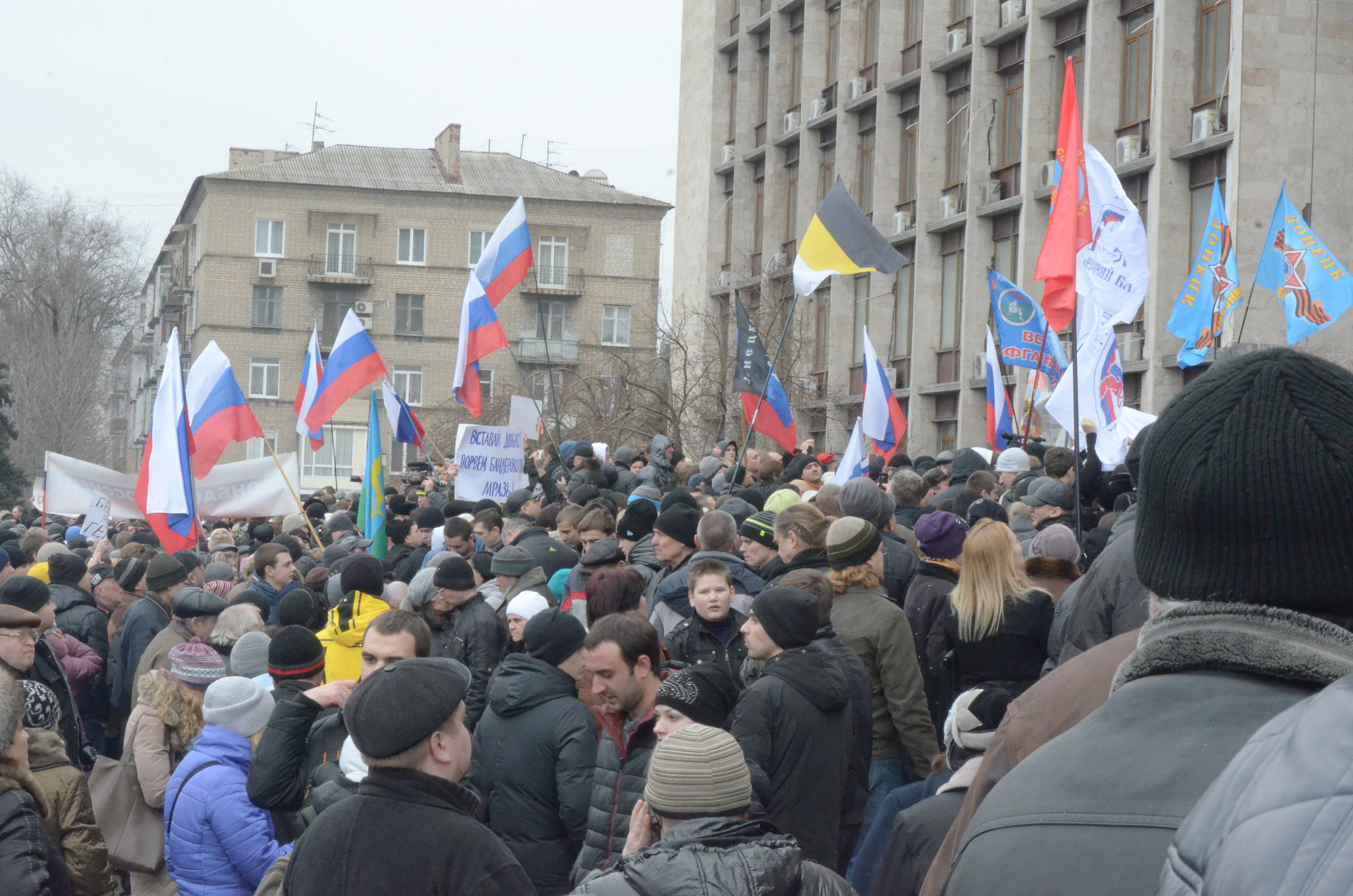
Demonstration mot Euromajdan, utanför en lokal administrationsbyggnad den 1 mars 2014.

Nästan hälften av stadsbefolkningen räknar sig som etniska ryssar, och ryska är det dominerande språket i staden. Sedan Ukrainas självständighet har befolkningsmajoriteten i Donetsk – liksom i hela den ryskdominerade regionen – konsekvent röstat på partier och presidenter med kopplingar till rysk kultur eller (pro)ryska värderingar.
I mars 2014, efter att Euromajdan lett till den "proryske" presidenten Viktor Janukovytj avgång/avsättande, arrangerades i staden ett antal proryska demonstrationer. Det lokala oblastfullmäktige röstade (utan samråd med Ukrainas nya ledning) för en folkomröstning om oblastets framtida status. Under våren ockuperades i omgångar olika lokala administrationsbyggnader av grupper som viftade med ryska flaggor, vid många tillfällen utan ingripanden av den lokala polisen. Staden blev därefter ett centrum för de proryska protesterna i Ukraina.
7 april 2014 tog proryska aktivister kontroll över Donetsks centrala administrationsbyggnad och utropade "Folkrepubliken Donetsk", samtidigt som man bad Ryssland att intervenera i Ukraina.
11 maj 2014 hölls i Donetsk och övriga delar av oblastet den omdiskuterade folkomröstningen, där väljarna kunde välja politisk självständighet. Roman Ljagin, den självutropade ledaren för "folkrepubliken", meddelade att nästan 90 procent av de röstande i Donetskregionen lagt sina röster för politisk självständighet från Kiev. Ukraina har inte erkänt folkomröstningen, och både EU och USA har betecknat den som olaglig.
Under den ryska invasionen 2022 har Donetskregionen varit ett primärt mål.

## Befolkning
Befolkningen i Donetsk är – liksom i större delen av gruv- och industriområdena i östra Ukraina – till majoriteten ryskspråkig, efter flera generationers inflyttning av industriarbetare från Ryssland. 2010 hade staden Donetsk 982 000 invånare, medan storstadsregionen år 2004 räknade 1 566 000 invånare. Själva staden var 2012 den fjärde största i Ukraina (efter Kiev, Charkiv och Dnipropetrovsk)
Bland etniska grupper dominerar ryssar och ukrainare (dessa grupper är ungefär jämnstora), och resten (några enstaka procent) består av bland annat vitryssar, greker, judar, tatarer, armenier, azerer och georgier.
Enligt folkräkningen 2001 var den etniska uppdelningen i staden Donetsk följande:

1. Ryssar: 493 392 personer – 48,15%
2. Ukrainare: 478 041 – 46,65%
3. Vitryssar: 11 769 – 1,15%
4. Greker: 10 180 – 0,99%
5. Judar: 5 087 – 0,50%
6. Tatarer: 4 987 – 0,49%
7. Armenier: 4 050 – 0,40%
8. Azerbajdzjaner: 2 098 – 0,20%
9. Georgier: 2 073 – 0,20%
10. Övriga: 13 001 – 1,27%

Summa: 1 024 678 personer – 100,00%

## Ekonomi
Donetsk, var innan kriget landets femte största stad, och centrum för Ukrainas gruvbrytning av stenkol och för stålindustrin. Staden och den omgivande regionen är långt urbaniserad och en storstadsbygd i stil med liknande regioner i Tyskland och Polen. Stadens kolgruveindustri inkluderar 17 kolgruvor, medan den metallurgiska industrin räknar in fem olika stålverk och liknande industrikomplex. Den 29 augusti är "gruvarbetaredagen" och dessutom Donetsks stadsdag. 
Staden inkorporerades 1999 en speciell ekonomisk utvecklingszon.
Flygbolaget Donbassaero hade sitt huvudkontor vid Donetsk internationella flygplats norr om staden, det är nu stängd på grund av pågående krig.

## Sport
- FK Olimpik Donetsk
- FK Sjachtar Donetsk

## Idrott
Donetsk var innan kriget ett centrum inom många olika sporter och idrotter. Den mest populära idrotten i staden är fotboll, och man var hemort för två större professionella idrottsklubbar – FK Sjachtar Donetsk (som spelade på Donbass Arena, nu i Charkiv) och FK Olimpik Donetsk, nu i Kiev. Båda deltar i ukrainska ligan. Sjachtar har vid ett flertal tillfällen vunnit ligamästerskapet och Ukrainska cupen, och 2009 segrade man i UEFA-cupen. I Donetsk var också Dontjanka, en av de mest framgångsrika ukrainska damfotbollsklubbarna, baserad.

## Utbildning
Donetsk har flera universitet/högskolor, inklusive fem statliga universitet, 11 utbildningsinstitut, tre akademier, 14 yrkesskolor, fem privata universitet och sex högskolor.
De viktigaste utbildningsinstitutionerna inkluderar Donetsk nationella tekniska universitet (grundat 1921) och Donetsk nationella universitet (grundat 1937). I Donetsk finns också Donetsk nationella medicinska universitet, vilket grundades 1930.
Flera av Donetsks universitet/högskolor har under kriget flyttat sin verksamhet till andra städer i Ukraina.